# John Lockman (cónego)
John Lockman DD (falecido em 1807) foi um cónego de Windsor de 1758 a 1807.

## Carreira
Ele foi educado no Balliol College, Oxford e formou-se BA em 1748, e MA e DD em 1769.
Ele foi nomeado:
- Reitor de Hartley Westpall 1769
- Reitor de West Ilsley 1786
- Mestre do Hospital de St Cross Winchester

Ele foi nomeado para a segunda bancada na Capela de São Jorge, Castelo de Windsor, em 1758, e manteve a posição até 1807.